# Houghia
Houghia – rodzaj muchówek z rodziny rączycowatych (Tachinidae).

## Wybrane gatunki
- H. coccidella (Townsend, 1909)[1]
- H. nigripalpis Reinhard, 1967[1]
- H. setinervis (Coquillett, 1898)[1]
- H. setipennis Coquillett, 1897[1]
- H. sternalis (Coquillett, 1897)[1]